# Tokenismo
Il tokenismo (in inglese tokenism, dal termine token, ovvero gettone, simbolo) è una pratica che consiste nel fare unicamente uno sforzo superficiale o simbolico per essere inclusivi nei confronti dei membri di gruppi minoritari, in particolare reclutando persone provenienti da gruppi sottorappresentati al fine di dare l'apparenza di uguaglianza razziale o di genere all’interno di un contesto lavorativo o educativo. Lo sforzo di includere un individuo simbolico nel lavoro o nella scuola è solitamente inteso a creare l'impressione di inclusività e diversità sociale (razziale, religiosa, sessuale, ecc).

## Storia
Il concetto sociale e la pratica occupazionale del tokenismo sono entrati a far parte della cultura popolare degli Stati Uniti alla fine degli anni cinquanta, mentre la parola "tokenism" è apparsa per la prima volta nel 1962 sulle pagine del New York Times Magazine. Di fronte alla segregazione razziale, il tokenismo è emerso come una soluzione che, per quanto seria, si limitava a riconoscere un problema senza però risolverlo realmente. Nel libro Why We Can't Wait (Perché non possiamo aspettare, 1964), l'attivista per i diritti civili Martin Luther King ha discusso il tema del tokenismo e di come esso costituisca un'accettazione minima dei neri nella corrente principale della società statunitense.
Alla domanda sui risultati del Movimento per i diritti civili degli afroamericani nel 1963, l'attivista per i diritti umani Malcolm X rispose: “Il tokenismo è ipocrisia. Un piccolo studente dell'Università del Mississippi è ipocrisia. Una manciata di studenti a Little Rock, in Arkansas, è ipocrisia. Un paio di studenti che vanno a scuola in Georgia è ipocrisia. L'integrazione in America è ipocrisia nella sua forma più cruda. E tutto il mondo lo vede. Tutti questi piccoli pegni che vengono fatti penzolare davanti al negro e poi gli viene detto: “Vedi cosa stiamo facendo per te, Tom”. Il mondo intero può vedere che non è altro che ipocrisia. Non fate altro che peggiorare la vostra immagine, non la migliorate”. Malcolm X sottolinea che il tokenismo è utilizzato come strumento dall'America per migliorare la propria immagine, ma fallisce nei suoi tentativi. Ad esempio, nel 1954 gli Stati Uniti hanno dichiarato incostituzionale la segregazione nelle scuole pubbliche con il caso Brown contro l'ufficio scolastico di Topeka.
Malcolm X fa riferimento agli avvenimenti di Little Rock, in Arkansas, dove nove studenti cercano di lottare per il loro diritto di frequentare la scuola. Il 4 settembre 1957 le truppe della Guardia Nazionale dell'Arkansas furono inviate alla Central High School per impedire l'ingresso di nove studenti afroamericani in una scuola di soli bianchi, sfidando la legge federale. Il presidente Dwight D. Eisenhower federalizzò la Guardia Nazionale dell'Arkansas e fece intervenire le truppe federali per far rispettare la legge. Sebbene questo sia stato il giorno che ha dato il via al cambiamento nel sistema scolastico dell'Arkansas per i bambini afroamericani, la desegregazione non ha rappresentato l'uguaglianza: i nove studenti sono stati infatti maltrattati dagli studenti bianchi e questo comportamento è stato incoraggiato dall'amministrazione della scuola. L'esempio di Malcolm X a Little Rock esemplifica come il tokenismo possa essere utilizzato per creare un'impressione di inclusione sociale e di diversità senza davvero apportare cambiamenti significativi all'inclusione dei gruppi sottorappresentati.

## In psicologia
Nel campo della psicologia, la definizione più ampia di tokenismo è una situazione in cui un membro di una categoria distintiva viene trattato in modo diverso dalle altre persone. Le caratteristiche che rendono la persona di interesse un token possono essere percepite come un handicap o un vantaggio, come sostenuto da Václav Linkov. In una luce positiva, queste persone distinte possono essere viste come esperte nella loro categoria razziale/culturale, con competenze apprezzate o una prospettiva diversa su un progetto. Al contrario, il tokenismo è spesso visto come un handicap dovuto all'ostracismo di un campione selezionato di un gruppo minoritario.

## Sul posto di lavoro
Una professoressa della Harvard Business School, Rosabeth Moss Kanter, ha affermato nel 1977 che un dipendente simbolico (cioè token) è solitamente parte di un "gruppo socialmente sbilanciato" di dipendenti che appartengono a un gruppo minoritario che costituisce meno del 15% della popolazione totale dei dipendenti del posto di lavoro.
Per definizione, è noto che i dipendenti simbolici in un posto di lavoro sono pochi; quindi, la loro presunta alta visibilità tra il personale li sottopone a una maggiore pressione per svolgere il loro lavoro con standard di produzione più elevati di qualità e volume e per comportarsi nel modo stereotipato previsto. Data la piccolezza del gruppo di dipendenti simbolici in un posto di lavoro, l'identità individuale di ogni persona simbolica è solitamente mancata di rispetto dal gruppo dominante, che applica loro un ruolo stereotipato come mezzo di controllo sociale sul posto di lavoro. Per evitare il tokenismo sul posto di lavoro, diversità e inclusione devono essere integrate per promuovere un ambiente in cui le persone si sentano connesse e incluse. I dipendenti devono essere assunti sulla base delle loro capacità piuttosto che del loro genere, etnia, razza e sessualità.
Il tokenismo può anche avere un impatto sulla salute mentale sul posto di lavoro. Secondo uno studio, anche le minoranze razziali subiscono maggiori pressioni sulle prestazioni legate alla loro razza e genere; tuttavia, molti hanno riferito che i problemi razziali erano più comuni di quelli di genere. Essere un token fa apparire una persona più visibile sul posto di lavoro, ponendo maggiore controllo e pressione su di loro per rappresentare un intero gruppo. Ansia, stress, esaurimento, senso di colpa, vergogna e burnout possono derivare dal "superlavoro" nel tentativo di diventare un buon rappresentante del proprio gruppo identitario.
Nel lavoro della professoressa Kanter sul tokenismo e il genere, si è scoperto che i problemi riscontrati dalle donne in occupazioni tipicamente a predominanza maschile erano dovuti esclusivamente alle proporzioni sbilanciate di uomini e donne in queste occupazioni. Ad esempio, le donne sono spesso sottorappresentate nel campo STEM, dove a volte si trovano anche ad affrontare ambienti di lavoro più ostili in cui la discriminazione e le molestie sessuali sono più frequenti. Le donne nei settori STEM possono subire una maggiore pressione sulle prestazioni per lavorare di più in un campo a predominanza maschile, sperimentando allo stesso tempo l'isolamento sociale dagli uomini sul posto di lavoro. La pressione per ottenere risultati migliori può essere influenzata dallo stereotipo delle donne meno competenti in matematica e scienze. Queste misure non inclusive contribuiscono alla mancanza di donne nei settori STEM.
Kanter ha scoperto che essere un token evocava tre conseguenze comportamentali: visibilità, polarizzazione e assimilazione. In primo luogo, i token spesso si sentivano osservati in continuazione, il che portava a una sensazione di maggiore pressione per ottenere buoni risultati. Nel tentativo di ottenerli, i token sentiranno il bisogno di lavorare di più e di impegnarsi per raggiungere la perfezione. In secondo luogo, la polarizzazione implica che il gruppo dominante si senta a disagio nei confronti dei token o minacciato da loro a causa delle loro differenze. Di conseguenza, i token potrebbero sperimentare un isolamento sociale dovuto all'esclusione da parte del gruppo di maggioranza. Infine, i token sentiranno il bisogno di assimilarsi alla caricatura stereotipata dei loro ruoli. Ad esempio, le donne si sentiranno costrette a mettere in atto il "comportamento appropriato" di una donna, rafforzando il comportamento degli stereotipi a cui sono associate.
Si è molto dibattuto sul concetto di tokenismo che sta alla base della presenza femminile nei consigli di amministrazione. Poiché gli uomini occupano in modo sproporzionato la maggioranza dei seggi nei consigli di amministrazione a livello globale, governi e aziende hanno tentato di affrontare questa distribuzione iniqua dei seggi attraverso varie riforme. Tra queste rientrano la legislazione che impone la rappresentanza di genere nei consigli di amministrazione, che è stata al centro di dibattiti sociali e politici. I consigli di amministrazione composti esclusivamente da uomini in genere reclutano donne per migliorare le competenze specialistiche e apportare valori diversi al processo decisionale. In particolare, le donne introducono utili qualità e competenze di leadership femminile come l'avversione al rischio, un processo decisionale meno radicale e strategie di investimento più sostenibili. Tuttavia, l'obbligo di diversità di genere può anche danneggiare le donne. Alcuni critici ritengono che faccia apparire le donne come "riempitori di spazi", il che mina le qualifiche che le donne possono apportare al loro lavoro.

## In politica
In politica, le accuse di tokenismo possono verificarsi quando un partito politico propone candidati provenienti da gruppi sottorappresentati, come donne o minoranze razziali, in elezioni in cui il partito ha poche o nessuna possibilità di vincere, mentre fa sforzi limitati o nulli per garantire che tali candidati abbiano simili opportunità di vincere la nomination in elezioni in cui il partito è sicuro o favorito. I candidati "token" vengono spesso presentati come candidati "di carta" (ossia che si presentano in una circoscrizione elettorale in cui il partito in questione gode solo di bassi livelli di sostegno), mentre le candidature in seggi competitivi o sicuri continuano a favorire i membri del gruppo di maggioranza.
Il risultato finale di un simile approccio è che la lista dei candidati del partito mantiene un’apparenza di diversità, ma i membri del gruppo di maggioranza rimangono sovra-rappresentati nel caucus del partito dopo le elezioni – e quindi si è verificato poco o nessun progresso sostanziale verso una maggiore inclusione dei gruppi sottorappresentati.
Il giurista David Schraub scrive dell'uso delle "minoranze dissidenti" da parte dei movimenti politici per darsi una parvenza di legittimità, promuovendo al contempo politiche a cui la maggioranza del gruppo minoritario si oppone. Egli usa gli esempi degli ebrei antisionisti e dei conservatori afroamericani, entrambi dissenzienti dalla posizione consensuale del loro gruppo demografico su questioni cruciali per la liberazione o gli interessi collettivi del loro gruppo. Questi "dissidenti" appartenenti a gruppi minoritari sono accusati di permettere alla maggioranza di screditarli, o di screditarsi volontariamente come scudo contro le lamentele e le accuse mosse dal resto della minoranza, e come scusa per la maggioranza per evitare di affrontare o considerare le preoccupazioni della minoranza in questione. A volte possono impegnarsi attivamente per escludere i membri non dissidenti del loro gruppo, al fine di preservare il loro potere sociale e politico all'interno del movimento che sostengono. Schraub sostiene che la maggioranza del movimento sostenuto dalle minoranze dissidenti li apprezza non per il loro contributo, ma per la loro identità, poiché alle persone provenienti da minoranze viene dato maggiore peso quando si parla di questioni che riguardano la minoranza stessa. Se rompono le righe e criticano il loro movimento politico, spesso si ritrovano emarginati, poiché non sono più un simbolo affidabile.

## Nella finzione
Nella finzione, i personaggi simbolici rappresentano gruppi che si discostano dalla norma (solitamente definita come un maschio bianco eterosessuale) e sono altrimenti esclusi dalla storia. Il personaggio simbolico può essere basato sull'etnia (ad esempio nero, ispanico, asiatico), sulla religione (ad esempio ebreo, musulmano), sull'orientamento sessuale (ad esempio gay), sul genere (tipicamente un personaggio femminile in un cast prevalentemente maschile) o sulla disabilità. I personaggi simbolici sono solitamente personaggi di sfondo e, in quanto tali, sono solitamente sacrificabili e vengono eliminati dalla narrazione all'inizio della storia, al fine di migliorare il dramma, pur conservando i personaggi principali.

## Nei media
Il tokenismo, in un contesto televisivo, può essere qualsiasi atto che inserisca una minoranza nel mix per creare una sorta di diversità visibile al pubblico. Una divisione razziale in TV è presente fin dal primo programma televisivo che ha assunto minoranze, Amos 'n' Andy (1928-1960), nel 1943. Indipendentemente dal fatto che un personaggio token possa essere stereotipato o meno, il tokenismo può innescare una percezione distorta che può entrare in conflitto con il modo in cui le persone vedono una specifica razza, cultura, genere o etnia. Dal The Huffington Post, America Ferrera afferma: "Il tokenismo consiste nell'inserire personaggi diversi perché si sente di doverlo fare; la vera diversità significa scrivere personaggi che non siano definiti solo dal colore della loro pelle e scegliere l'attore giusto per il ruolo".
La rappresentazione etnica e razziale in televisione si è dimostrata una base educativa per informare il pubblico di massa. Tuttavia, il tokenismo porta a una rappresentazione ristretta dei gruppi minoritari, e questa tendenza spesso porta a esporre i personaggi delle minoranze in modi negativi o stereotipati. Ricerche condotte già negli anni '70 suggeriscono un riconoscimento precoce e una disapprovazione del tokenismo e dei suoi effetti sulla percezione dei gruppi minoritari, in particolare degli afroamericani. Il tokenismo sembrava essere utilizzato come soluzione rapida per la totale mancanza di ruoli minoritari principali/ricorrenti in televisione, ma la sua rappresentazione distorta non lasciava spazio a ruoli completamente indipendenti e positivi. Durante quel decennio, le principali reti televisive, tra cui NBC e ABC, mantennero un rapporto collettivo di 10:1 tra personaggi bianchi e personaggi neri, una parte molto più piccola delle quali aveva personaggi afroamericani ricorrenti. Allo stesso tempo, la rappresentazione delle donne afroamericane era molto più scarsa. L'uso di questi personaggi token spesso ritraeva gli afroamericani in posizioni di spalla rispetto alle loro controparti bianche. Le ricerche condotte sui personaggi etnici simbolici nel nuovo millennio hanno rilevato che la rappresentazione dei maschi è cresciuta numericamente, ma non è migliorata nella rappresentazione negativa. Le statistiche sui personaggi etnici simbolici suggeriscono ancora una mascolinità tossica nei maschi afroamericani, stereotipi molto forti sulle donne afroamericane, ipersessualità delle donne afroamericane e asiatiche e caratteristiche effeminate negli uomini asiatici e di altre minoranze razziali.
Proprio come la televisione, il tokenismo negli altri media è cambiato nel tempo per coincidere con gli eventi della vita reale. Durante gli anni 1946-1987, The New Yorker è stato analizzato per determinare con quale frequenza e in quali situazioni le persone di colore venivano rappresentate nella sezione fumetti della rivista. Nel corso dei 42 anni di ricerca, c'era un solo personaggio principale nero statunitense in un cartone animato in cui la razza non era il tema principale, ma era in realtà completamente irrilevante. Tutti i cartoni animati, fin dai primi tempi, raffiguravano le persone di colore negli Stati Uniti in ruoli stereotipati. Tra la fine degli anni '60 e l'inizio degli anni '70, i cartoni animati erano per lo più a tema razziale e raffiguravano le persone di colore in ruoli "simbolici", dove la loro presenza serviva solo a creare un senso di inclusione.
Il tokenismo appare nella pubblicità così come in altre suddivisioni dei principali media. Il tokenismo è interpretato come il rafforzamento di rappresentazioni quasi impercettibili di minoranze negli spot pubblicitari. Studi hanno dimostrato che, tra le altre minoranze razziali, gli asioamericani sono presi di mira dalle agenzie pubblicitarie per soddisfare la diversità di casting, ma sono la minoranza etnica con maggiore probabilità di essere posizionata in modo irrilevante all'interno dell'annuncio pubblicitario, ad esempio sullo sfondo.
Il fatto che i personaggi neri fossero i primi a morire fu identificato per la prima volta nei film horror di Hollywood degli anni '30, osserva la scrittrice Renee Cozier. Le cerimonie degli Oscar sono state criticate per la scarsa rappresentanza delle persone di colore, poiché i critici hanno sottolineato la mancanza di minoranze nominate per i premi, in particolare nel 2015 e nel 2016, quando non fu nominato un singolo attore di colore. In quel periodo, le minoranze rappresentavano il 12,9% dei ruoli principali in 163 film esaminati nel 2014, secondo l'Hollywood Diversity Report del 2016.

### Esempi di film
Sin dall'uscita dei tre film originali di Star Wars e dei tre prequel successivi, si è discusso molto, soprattutto su Twitter e Reddit, di questo uso del tokenismo. Il personaggio di Lando Calrissian (interpretato da Billy Dee Williams) e Mace Windu (interpretato da Samuel L. Jackson) sono stati citati come due personaggi umani di una minoranza razziale che appaiono sullo schermo. Lando è stato uno dei primi personaggi neri sviluppati in un film di fantascienza all'epoca. Adilifu Nama, professore di studi afroamericani alla Loyola Marymount University, ha affermato che questo personaggio è "una forma di tokenismo che ha posto uno dei volti più ottimisti sull'inclusione razziale in un genere che aveva storicamente escluso la rappresentazione nera".
Quando il primo film dell'ultimo capitolo della saga, Il risveglio della Forza, è uscito nel 2015, la situazione è cambiata. Mentre nelle due trilogie precedenti i tre personaggi principali erano due uomini bianchi e una donna bianca, nella nuova trilogia il trio principale è composto da un uomo di colore (John Boyega), un uomo ispanico (Oscar Isaac) e una donna bianca (Daisy Ridley).
Diretto da Ryan Coogler, il film Black Panther ritrae gli eroi del regno africano immaginario di Wakanda come esseri divini. Possiedono una raffinatezza ultraterrena in virtù della loro nerezza, in contrasto con le tendenze consolidate del cinema mainstream verso il simbolismo, gli stereotipi e il vittimismo nelle rappresentazioni di persone di origine africana. Il supereroe Black Panther, alias King T'Challa, impara a essere solidale con gli oppressi, persino con coloro della cui oppressione è stato inconsapevolmente complice, come i bambini della diaspora africana. Di conseguenza, il film può fungere da catalizzatore di riflessione per gli spettatori su come possano percepire più chiaramente la complessità, la varietà e l'ambiguità rappresentate dalla nerezza, sia essa altrui o propria, e su come anch'essi possano identificarsi con l'Altro.
In G.B.F., diretto da Darren Stein, il film racconta il viaggio di due adolescenti gay repressi, Tanner e Brent, nella loro ricerca della popolarità al liceo. Il film esplora il tema del tokenismo dimostrando il desiderio di un migliore amico maschio omosessuale da parte di donne tipicamente eterosessuali. Le tre ragazze più popolari della scuola: Fawcett Brooks, Caprice Winters e 'Shley Osgood credono che la chiave per vincere il titolo di reginetta del ballo sia acquisire un migliore amico gay. Nei media, i migliori amici gay sono mostrati come sfacciati, effeminati, alla moda e sgargianti, facendoli agire come un accessorio standard del personaggio principale. Mentre Tanner e Brent progettano di diventare popolari esponendo la loro sessualità, le ragazze sono deluse nello scoprire che Tanner contraddice gli stereotipi degli uomini gay che hanno visto in televisione. Il film mostra quanto possa essere dannoso associare stereotipi gay a personaggi gay.
Il critico cinematografico Armond White ha citato il sondaggio "Sight and Sound Greatest Films of All Time" del 2022 come esempio di tokenismo. Ha scritto che il sondaggio era diventato "un referendum sulla correttezza politica" che "preferisce la politica femminista, nera e queer, non la cinefilia.